# Бургос
 Тази статия е за испанския град.  За селото в Сардиния вижте Бургос (Италия).  
Бургос (на испански: Burgos) е град в Северозападна Испания и административен център на провинция Бургос в автономната област Кастилия и Леон. Градът има население от 175 623 жители (по данни от 1 януари 2017 г.).

## География
Бургос се намира в центъра на провинция Бургос, на 244 км от Мадрид. Стратегическото разположение на града е играло важна роля за икономическото развитие през вековете. Бургос е транспортен възел на няколко национални (Мадрид-Страната на баските и Барселона-Виго) и международни (E05 Франция-Испания-Мароко и E-80 Португалия-Франция) пътя.
Бургос се пресича от река Арлансо̀н, която разделя града на нова и стара част (десния бряг).
Климатът е умереноконтинентален със студени зими и голяма снежна покривка.

## История
Има археологически данни, че районът на Бургос е бил населен още в Неолита, около 4500 години пр.н.е.
През 884 крал Алфонсо III Астурийски, в опит да възпре атаките на маврите, основава тук крепост. По-късно през 1038, при образуването на Кралство Кастилия, Бургос е избран за столица и остава такава до освобождаването на Толедо през 1085.

## Култура
Готическата катедрала „Санта Мария“, чийто строеж е започва през 1221 и продължава чак до 15 век, е най-известната забележителност в града. През 1984 е обявена за Световно културно наследство на ЮНЕСКО.
Манастирът „Лас Уелгас“, намиращ се в покрайнините на града е основан от крал Алфонсо VIII през 1180. Започнат е в предготически стил, а по-късно е дострояван в почти всички архитектурни стилове.

## Кухня
Бургос е известен в цяла Испания със своето бяло овче сирене и най-вече със свинската кървавица „Морсийа де Бургос“. Леко пикантна, нейната най-важна съставка е оризът, често бъркан от чужденците със сланинки.

## Побратимени градове
- Франция – Лоудун, Песак
- Мексико – Сан Хуан де лос Лагос
- Белгия – Брюж
- Испания – Валенсия
- Италия – Виченца
- Мароко – Сетат